# Élise Deroche

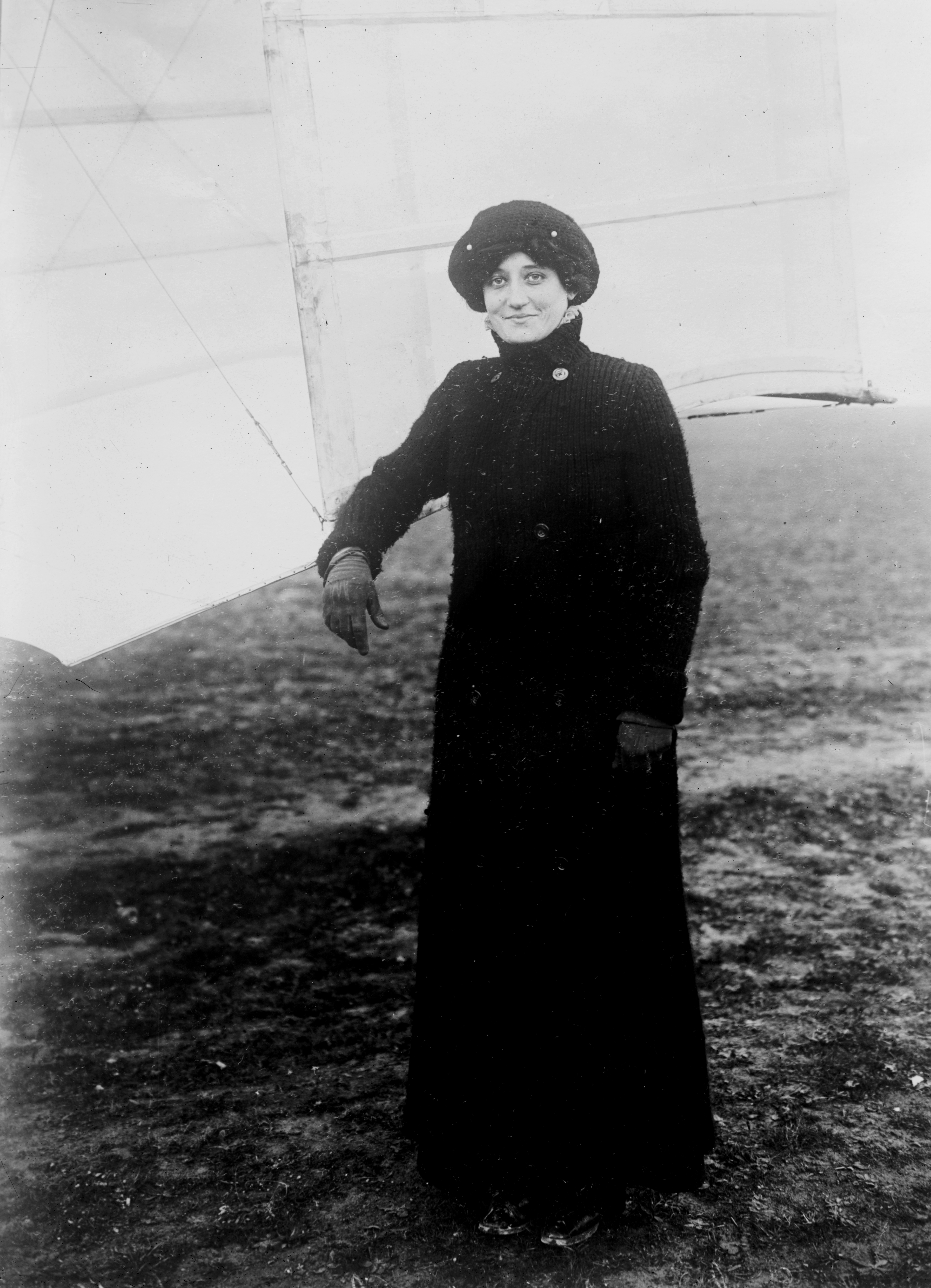
Élise Deroche, August 1909

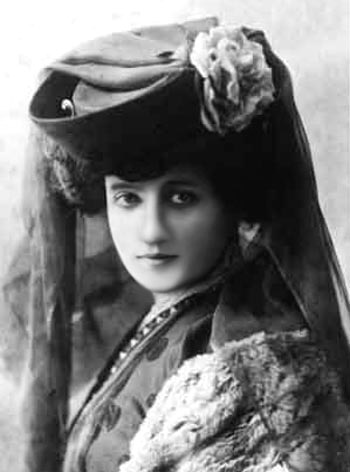
Élise Deroche, um 1909

Élise Léontine Deroche (* 22. August 1882 in Paris, Frankreich; † 18. Juli 1919 in Le Crotoy, Picardie, Frankreich), auch bekannt als Baronin Raymonde de Laroche, war die erste Frau der Welt, die einen Pilotenschein machte. Zugleich war sie auch die erste Frau, die einen Alleinflug unternahm.

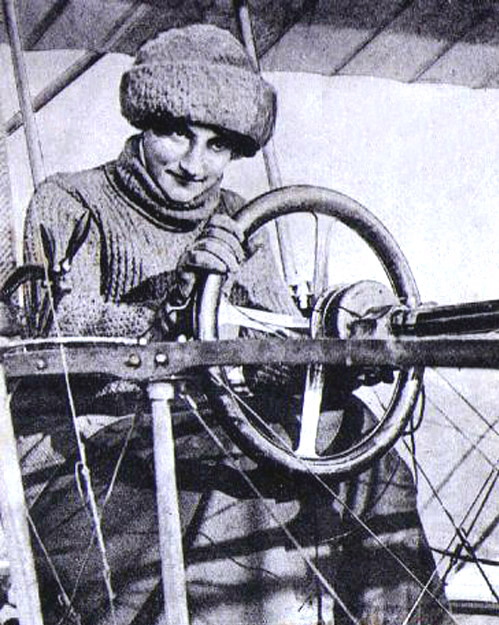
Élise Deroche in ihrem Voisin-Flugzeug, 1909

## Leben
Als junge Schauspielerin nahm Élise Deroche das Pseudonym „Baronin Raymonde de Laroche“ an, weil dies ihrer Meinung nach besser für die Bühne geeignet war.
Um 1908 lernte Élise Deroche den Luftfahrtpionier Hubert Latham kennen und wurde durch ihn in den Flugsport eingeführt. Im Jahr 1909 dinierte sie mit dem Flugpionier Charles Voisin, der ihr anbot, sie auf einer seiner Maschinen weiter auszubilden.
Wie zu dieser Zeit üblich, waren Voisin-Flugzeuge Einsitzer. Der Flugschüler saß am Steuer und der Fluglehrer gab von der Start- und Landebahn aus seine Anweisungen. Bei der ersten Lektion ging es darum, dass Élise Deroche ein Gefühl für die Maschine entwickelte und mit ihr vertraut wurde. Voisin verbot ihr eindringlich, abzuheben. Sie nahm auf dem Führersitz Platz, rollte über das Flugfeld und brachte die Maschine dann in Startposition. Zum Erschrecken der Zuschauer und des Fluglehrers nahm sie Anlauf und hob ab. Sie flog etwa 300 Meter weit in einer Höhe von etwa fünf Metern. Dies gilt als der weltweit erste Alleinflug einer Frau. Es gelang ihr „schon am folgenden Tage, sechs Kilometer im Aeroplan zurückzulegen“.

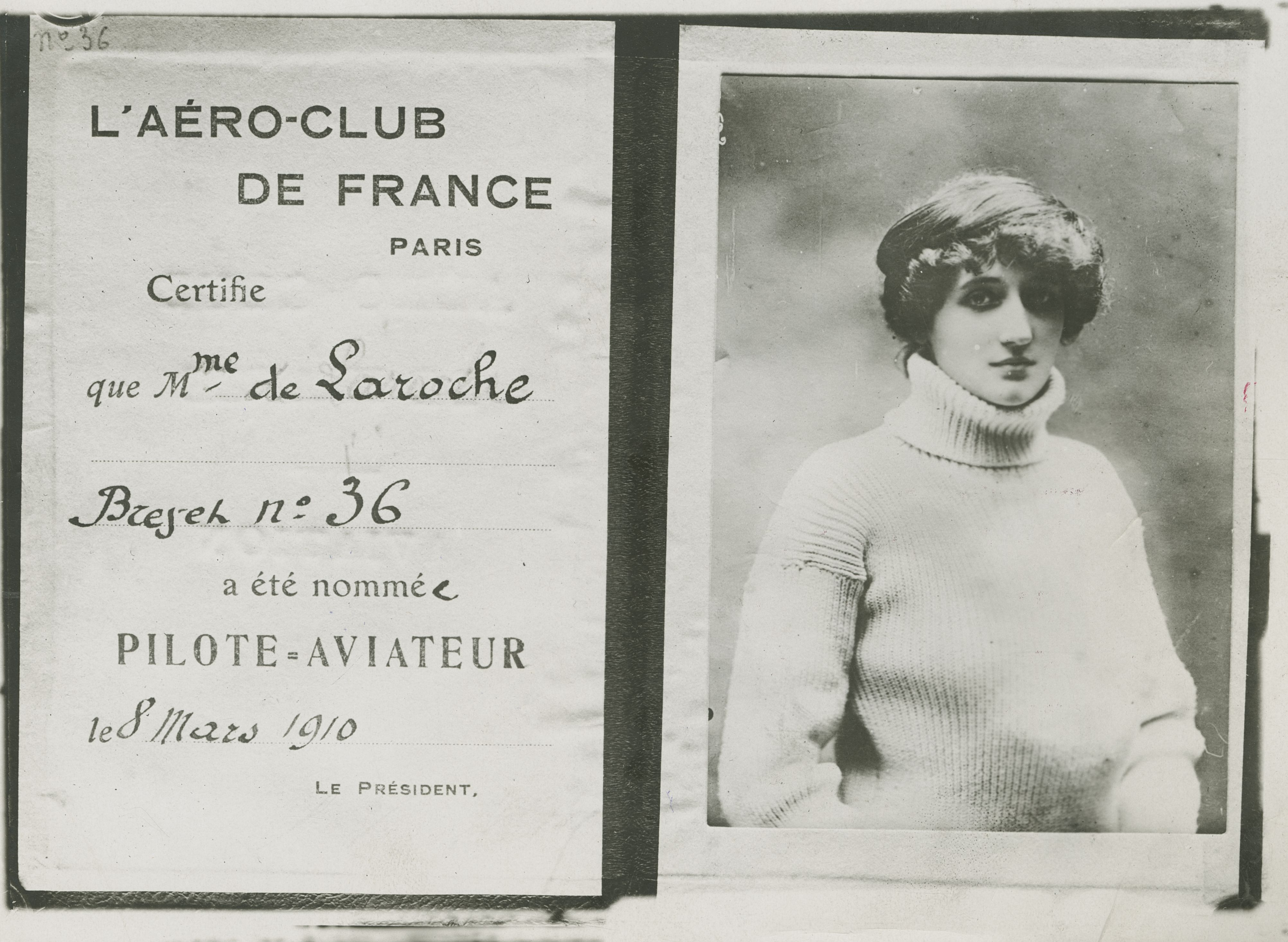
Luftfahrtzeugnis

Von Voisin zur Pilotin ausgebildet, bestand Élise Deroche am 8. März 1910 als erste Frau der Welt die Pilotenprüfung des Aéro-Club de France. Ihr Fliegerdiplom trug die Nummer 36. Noch im selben Jahr nahm sie als einzige Frau an der „Flugwoche von Heliopolis“ teil und erreichte dort beim „Großen Preis von Ägypten“ den 6. Platz. Sie hatte eine Flugstrecke von 20 km zurückgelegt. Beim Flugmeeting in Sankt Petersburg wurde sie Vierte. Bei den „Großen Flugwochen der Champagne“ in Reims verunglückte sie schwer, als sie in die Wirbelschleppe eines anderen Flugzeuges geriet.
Trotz schwerer Kopfverletzungen, eines Armbruchs und zwei gebrochener Beine wollte sie das Fliegen nicht aufgeben. Bereits zwei Jahre später nahm sie wieder an Wettkämpfen teil.
Im September 1912 wurde sie bei einem Autounfall sehr schwer verletzt. Der Fahrer, ihr Geliebter Charles Voisin, starb. Voisin war mit seinem Bruder Gabriel sowie Élise Deroche auf dem Weg zu seinen Eltern und war in der Nähe von Belleville mit einem entgegenkommenden Kraftwagen zusammengestoßen. Trotzdem gewann sie 1913 den Frauenpokal des Aéro-Club de France sowie die „Coupe Femina“.
Während des Ersten Weltkrieges wurde es still um sie. 1918 verbesserte sie den Frauenweltrekord im Dauerflug (323 Kilometer) und 1919 mit 4.800 Metern den von Ruth Law aufgestellten Höhenweltrekord für Frauen.
Am 18. Juli 1919 meldete sie sich in Le Crotoy (Picardie) als Copilotin für einen Testflug eines Prototyps des Herstellers Caudron. Der Pilot Barrault verlor die Kontrolle über die Maschine; beim Absturz starben beide: „Nach Aussagen von Augenzeugen wollte der Pilot aus grosser Höhe im Spiralfluge landen, konnte den Apparat aber nicht rechtzeitig wiederaufrichten, so dass er am Boden zerschellte.“ Élise Deroche war sofort tot, Barrault starb kurze Zeit später.
Eine Statue auf dem Flughafen Le Bourget erinnert an Élise Deroche.